# Accidente en Pozo Kab-121

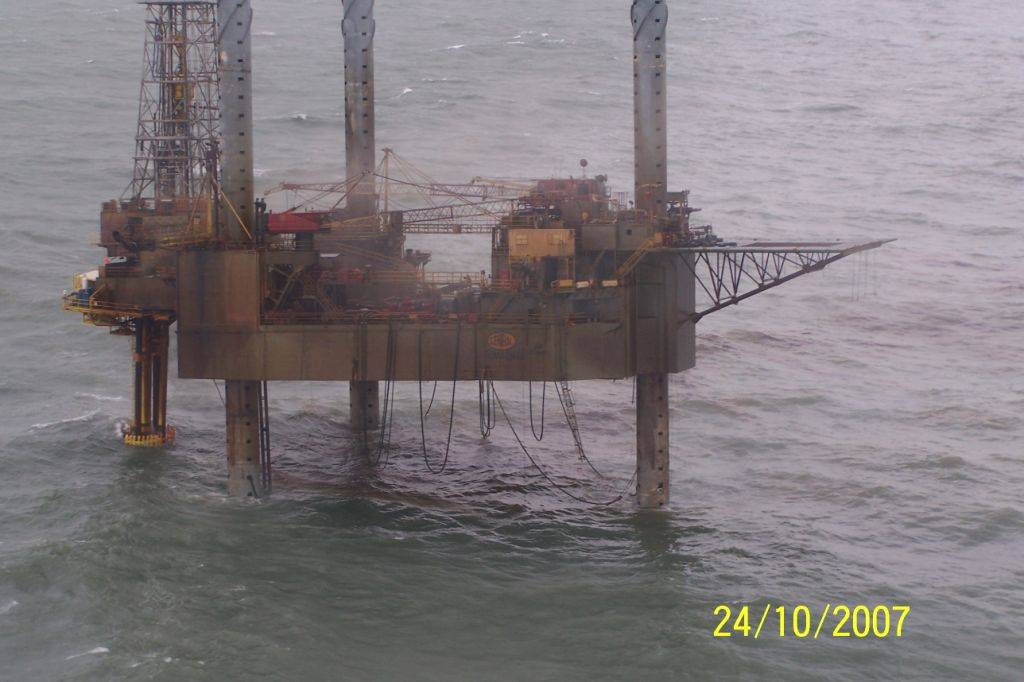
Pozo después del incendio

El pozo KAB-121 tuvo problemas el 24 de octubre de 2007, cuando un frente frío entró con vientos de 130 kilómetros por hora a la Sonda de Campeche. La compañía encargada de la perforación es Compañía Perforadora La Central, la cual es subcontratada por Pemex. En el incidente de evacuación de la plataforma murieron 23 trabajadores.
El mal tiempo provocó que la plataforma autoelevable Usumacinta chocara contra la Kab-121 que perforaba el pozo Kab-103 rompiera el árbol de válvulas provocando un derrame de petróleo y gas natural, que ha causado varios incendios que han sido controlados.
La plataforma Kab está ubicada a 32 kilómetros (20 millas) de la Terminal Marítima Dos Bocas (TMDB), en el municipio de Paraíso, estado de Tabasco, y a 75 kilómetros de Ciudad del Carmen, Campeche.
A finales de noviembre y mediados de diciembre de 2007, la plataforma registró varios incendios, los cuales fueron controlados por diversos barcos que lanzaban chorros de agua para impedir un desastre de mayores proporciones como sucedió con el pozo Ixtoc I. La compañía Global Offshore Mexico (GOM) fue la encargada de llevar a cabo las maniobras para controlar el pozo.
El pasado 12 de diciembre de 2007, Pemex logró controlar el derrame y los constantes incendios en la plataforma, logrando taponar con cemento el pozo y se logró cerrar definitivamente el derrame de crudo.

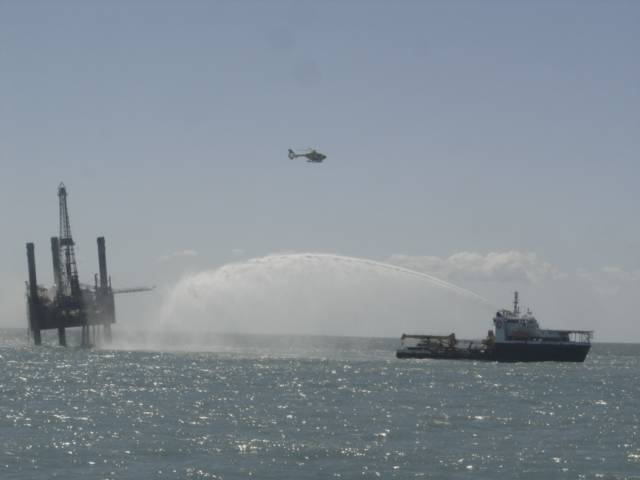
Pozo Kab y chorros de agua.